# Коста-риканская академия языка
Коста-риканская академия языка (англ. Academia Costarricense de la Lengua, ACL) — некоммерческая культурная ассоциация Коста-Рики, миссия которой заключается в защите языкового наследия Коста-Рики (включая языки коренных народов). Основана 12 октября 1923 года в Сан-Хосе, с 1951 года входит в состав Ассоциации академий испанского языка, поддерживает связи с испаноязычными лингвистическими ассоциациями в других странах мира.
На протяжении всей своей истории Академия способствует развитию и изучению испанского языка на территории страны, а также стимулирует изучение языков коренных народов и их культуры.
В состав Академии входят эксперты в таких областях знаний, как филология, лингвистика, литературоведение, история, когнитивные науки, а также признанные писатели.

## Члены Академии

### Члены-корреспонденты Королевской академии испанского языка, избранные до основания Коста-риканской академии языка
- Лоренцо Монтуфар-и-Ривера, 1871
- Мануэль Мария де Перальта-и-Альфаро, 1882
- Хосе Мария Кастро Мадрис, 1882
- Рафаэль Ороско Гонсалес
- Сальвадор Лара Самора
- Рикардо Хименес Ореамуно, 1891
- Клето Гонсалес Викес, 1891
- Пио Викес
- Франсиско Мария Иглесиас Льоренте
- Мауро Фернандес Акунья
- Рикардо Фернандес Гуардиа, 1903
- Хулио Акоста Гарсиа, 1915[2]
- Алехандро Альварадо Кирос, 1922
- Хосе Мария Альфаро Купер, 1922
- Фабио Бодрит Гонсалес, 1922
- Эрнесто Мартин Карранса, 1922
- Альберто Эчанди Монтеро, 1922
- Альберто Бренес Кордова, 1922
- Хусто Фасио де ла Гуардиа, 1922
- Грегорио Мартин Карранса, 1922
- Карлос Гагини Чаварриа, 1922
- Роберто Бренес Месен, 1922
- Хоакин Гарсия Монге, 1922
- Клаудио Гонсалес Рукавадо, 1922
- Гильермо Варгас Кальво, 1922

### Члены Коста-риканской академии языка
Кресло A
- Клето Гонсалес Викес. Основатель (1923—1937)
- Виктор Санабриа Мартинес (не вступил в должность)
- Энрике Макая Ламанн (1953—1982)
- Эухенио Родригес Вега (1984—2008)
- Мэрилин Эчеверриа де Саутер (2009-)

Кресло B
- Алехандро Альварадо Кирос. Основатель (1923—1945)
- Анастасио Альфаро (не вступил в должность)
- Алехандро Агилар Мачадо (1955—1984)
- Хорхе Шарпантье Гарсия (1985—2004)
- Амалия Чаверри Фонсека (2006-)

Кресло C
- Хосе Мария Альфаро Купер. Основатель (1923—1938)
- Хулиан Марчена Валлерриестра (1941—1985)
- Вирджиния Сандовал де Фонсека. Почетный член (1986—2006)
- Карлос Франсиско Монге (2006-)

Кресло D
- Мануэль Мария де Перальта и Альфаро. Основатель (1923—1930)
- Марио Санчо Хименес (не вступил в должность)
- Самуэль Аргедас Катченгуис (1941—1978)
- Альфонсо Уллоа Замора (1984—2000)
- Лауреано Альбан Ривас (2004-)

Кресло E
- Рикардо Хименес Ореамуно. Основатель (1923—1945)
- Мануэль Франсиско Хименес Ортис (1947—1952)
- Хуан Трехос Кирос (1953—1970)
- Хоакин Гутьеррес (не вступил в должность)
- Эмилия Макая Трейос (2002-)

Кресло F
- Рикардо Фернандес Гуардиа. Основатель (1923—1950)
- Карлос Ороско Кастро (1951—1966)
- Рикардо Кастро Бич (не вступил в должность)
- Исаак Фелипе Асофейфа (1989—1997)
- Самуэль Ровински Грушко (1999—2013)
- Альбино Шакон Гутьеррес (2014-)

Кресло G
- Хулио Акоста Гарсиа. Основатель (1923—1954)
- Абелардо Бонилья Бальдарес (1955—1969)
- Хосе Базилео Акуна Зеледон (1969—1992)
- Адольфо Констенла Уманья (1995—2013)
- Карла Хара Мурильо (2015-)

Кресло H
- Фабио Бодрит Гонсалес. Основатель (1923—1954)
- Артуро Агуэро Чавес (1955—2001)
- Альфонсо Лопес Мартин (2001—2004)
- Джульета Доблес Исагирре (2006-)

Кресло I
- Эрнесто Мартин Карранса. Основатель (1923—1950)
- Луис Доублс Сегреда (не вступил в должность)
- Родриго Фасио Бренес (не вступил в должность)
- Кристиан Родригес Эстрада (1968—1980)
- Энрике Бенавидес Чавери (не вступил в должность)
- Хезер Гонсалес Пикадо (1989—2005)
- Энрике Маргери Пенья (2006—2011)
- Виктор Мануэль Санчес Корралес (2012-)

Кресло J
- Альберто Эчанди Монтеро. Основатель (1923—1944)
- Эрнан Перальта Кирос (1947—1981)
- Фернандо Сентено Гуэль (1987—1993)
- Арнольдо Мора Родригес (1996-)

Кресло L
- Альберто Бренес Кордова. Основатель (1923—1942)
- Луис Деметрио Тиноко Кастро (1947—1985)
- Даниэль Галлегос Тройо (1990—2018)

Кресло М
- Хусто Антонио Фасио де ла Гуардиа. Основатель (1923—1931)
- Наполеон Кесада Салазар (1934—1937)
- Моисес Винченци Пачеко (1941—1964)
- Альберто Каньяс Эскаланте (1967—2014)
- Карлос Кортес Суньига (2017-)

Кресло N
- Грегорио Мартин Карранса. Основатель (1923—1956)
- Эрнан Замора Элизондо (1957—1967)
- Карлос Луис Саенс Элизондо (не вступил в должность)
- Луис Бараона Хименес (1985—1987 годы)
- Марио Пикадо Уманья (не вступил в должность)
- Джульета Пинто (1992—2012)
- Миа Гальегос (2014-)

Кресло O
- Карлос Гаги Чаварриа. Основатель (1923—1925)
- Дженаро Кардона Вальверде (1926—1930)
- Рохелио Сотела Бонилья (1933—1943)
- Луис Фелипе Гонсалес Флорес (1951—1973)
- Карлос Салазар Эррера (не вступил в должность)
- Фабиан Доблес Родригес (1994—1997 годы)
- Фернандо Дуран Айанеги (2003—2015)
- Карлос Рубио Торрес (2016-)

Кресло P
- Роберто Бренес Месен. Основатель (1923—1947)
- Хоакин Варгас Кото (1947—1959)
- Хосе Марин Каньяс (1959—1980)
- Роберто Мурильо Замора (1990—1994)
- Рафаэль Анхель Эрра Родригес (1997-)

Кресло Q
- Хоакин Гарсия Монге. Основатель (1923—1958)
- Хосе Мария Арсе Бартолини (1959—1979)
- Карлос Рафаэль Дюверран Поррас (1985—1995 годы)
- Эстрелла Картин де Гьер (1997-)

Кресло R
- Клаудио Гонсалес Рукавадо. Основатель (1923—1928)
- Отилио Улате Бланко (1941—1973)
- Франсиско Амигетти (не вступил в должность)
- Мигель Анхель Кесада Пачеко (2000-)

Кресло S
- Гильермо Варгас Кальво. Основатель (1923—1934)
- Виктор Страж Кирос (1951—1959)
- Леон Пачеко Солано (1963—1980)
- Кармен Наранхо, почётный член (1989—2011)
- Ана Кристина Росси Лара (2007—2009)
- Марио Портилья Чавес (2011-)

Кресло T
- Хорхе Франциско Санс Карбонелл (2007)

Кресло U
- Армандо Варгас Арайя (2007—2018)

Кресло V
- Флора Оварес Рамирес (2008-)

### Почётные члены
- Валериано Фернандес Ферраз (1923—1925)
- Джульета Пинто Гонсалес

## Костариканцы, избранные членами Академий языка других стран
- Хулио Акоста Гарсиа, член Сальвадорской академии языка (1915)
- Самуэль Аргедас Катченгис[исп.], член-корреспондент и почётный член Мексиканской академии языка (1973)
- Рима Гретхен Роте Страсбургер[исп.], член Североамериканской академии испанского языка

## Персональный состав Академии на 2019 год
- Кресло А: Мэрилин Эчеверриа де Саутер
- Кресло B: Амалия Чаверри Фонсека (вице-президент)
- Кресло C: Карлос Франсиско Монге Меса (заместитель секретаря)
- Кресло D: Лауреано Альбан Ривас
- Кресло E: Эмилия Макая Трейос
- Кресло F: Альбино Чакон Гутьеррес (казначей)
- Кресло G: Карла Виктория Хара Мурильо
- Кресло H: Джульета Доблес Исагирре
- Кресло I: Виктор Мануэль Санчес Корралес (президент)
- Кресло J: Арнольдо Мора Родригес
- Кресло L: вакантно
- Кресло М: Карлос Кортес Суньига
- Кресло N: Миа Гальегос Домингес
- Кресло O: Карлос Рубио Торрес (секретарь)
- Кресло P: Рафаэль Анхель Эрра Родригес
- Кресло Q: Эстрелла Картин де Гьер
- Кресло R: Мигель Анхель Кесада Пачеко
- Кресло S: Марио Портилья Чавес
- Кресло Т: Хорхе Санс Карбонелл
- Кресло U: вакантно
- Кресло V: Флора Оварес Рамирес